# Þórólfur hinn sterki Skólmsson
Þórólfur hinn sterki Skólmsson (apodado Thorolfur el Fuerte) fue un guerrero vikingo de Myrká, Eyjafjorður en Islandia en el siglo X. En Landnámabók aparece como hijo de Þorbjörn Þorkelsson y en Orms þáttr Stórólfssonar lo presentan como un personaje de gran fuerza. En Hákonar saga góða aparece como un personaje imbatible con su espada Fetbreiður, luchando al lado de Haakon I de Noruega en la batalla de Fitjar. La leyenda recita que tras otra batalla, fue a buscar a su amada Ásgerð, y cayó muerto a sus pies. El escaldo Þórðr Sjáreksson compuso un drápa sobre la historia de Þórólfur de las que se han conservado cuatro estrofas en Heimskringla. La fuerza del héroe y sus hazañas aparecen citadas en diversas fuentes paralelas como Fagrskinna, e Íslendingadrápa (verso 13).
Þórólfur era primo hermano de Ormur hinn sterki Stórólfsson que, según la saga de Grettir, ambos fueron los dos hombres más fuertes de la historia escandinava a quienes Grettir Ásmundarson casi podía igualar.